# Magelang
Magelang là một trong những thành phố lớn nhất với diện tích 1.130 km² trong huyện Magelang, Trung Java, Indonesia. Đây cũng là thành phố lớn nhất ở đồng bằng Kedu giữa núi Merbabu và núi Sumbing ở Trung Java, Indonesia. Magelang có vị trí 43 km về phía bắc Yogyakarta, và 75 km về phía nam Semarang, thủ phủ Trung Java.
Đây là đô thị lớn gần Borobudur, một quần thể kiến trúc Phật giáo nằm trong danh sách di sản thế giới của UNESCO